# Schauspielschule Mainz
Die Schauspielschule Mainz, Theaterwerkstatt e. V., ist eine staatlich anerkannte, private Schauspielschule in Mainz.

## Geschichte
Der Verein wurde 1985 gegründet. Seit 1988 ist sie auf dem Gelände der Alten Ziegelei, einem Industriedenkmal, in Mainz-Bretzenheim beheimatet. Durch Ministerpräsident Kurt Beck wurde die Schule am 1. August 1995 mit der Übergabe einer Urkunde die staatliche Anerkennung als Berufsfachschule zuerkannt. Gleichzeitig erhielt die Schule die BAföG-Berechtigung.

## Ausbildung
Ziel der Ausbildung an der Schauspielschule Mainz ist das Erlangen aller Fähigkeiten, die von Schauspielern auf deutschsprachigen Bühnen verlangt werden. Dabei werden neben dem klassischen Repertoire auch die Entwicklungen des modernen Theaters in die Ausbildung mit einbezogen. Grundlage der Ausbildung soll dabei die Entwicklung der spielerischen Phantasie, der künstlerischen Ausdruckskraft und der körperlichen und sprachlichen Fähigkeiten bleiben.
Der Trägerverein trifft alle Entscheidungen, die als Voraussetzungen für eine Ausbildung nötig sind. Die Koordination der Ausbildung liegt in den Händen der künstlerischen Leitung der Schule. Ihre Vorschläge zur Optimierung der Ausbildung werden gegebenenfalls mit einfacher Mehrheit durch die Dozentenversammlung beschlossen. Viele Aufgaben auf organisatorischem Gebiet werden von den Studierenden erledigt. Außer durch das Schulgeld finanziert sich die Schule durch eine jährliche, finanzielle Unterstützung aus Projektmitteln der Stadt Mainz.
Seit einigen Jahren ist die Schule Kooperationspartner des Staatstheater Mainz. Die Studierenden der höheren Jahrgänge haben die Möglichkeit, unter professionellen Bedingungen erste Schritte zu machen. Dies geschieht vor allem bei den Inszenierungen im Bereich Kinder- und Jugendtheater.
Der Studienbeginn ist jeweils im September des Jahres. Das Studium umfasst eine Dauer von drei Jahren, es handelt sich dabei um ein Vollzeitstudium, das beispielsweise im ersten Jahr etwa 25 Wochenstunden hat. Zum Ende des ersten und des zweiten Studienjahres werden den Studierenden Zwischenprüfungen abgenommen, am Ende des dritten Jahres wird den Studierenden nach erfolgreicher Abschlussprüfung die „Bühnenreife“ verliehen. Die Schule organisiert Vorsprechen bei der Künstlervermittlung Köln. Die Ferien der Mainzer Schauspielschule' orientieren sich an den Schulferien von Hessen und Rheinland-Pfalz. Die Dozentenschaft setzt sich aus Schauspielern, Regisseuren, Sprecherziehern und Dozenten für Bewegungsfächer, Gesang und Theorie zusammen.

## Aufnahme
Bewerber um einen Ausbildungsplatz nehmen an einem Wochenende an unterrichtsähnlichen Veranstaltungen teil. Es werden sprachliche, spielerische und körperliche Eignung für den Beruf des Schauspielers getestet. Zudem sollen alle Bewerber zwei selbst erarbeitete Rollen der klassischen und modernen Theaterliteratur von jeweils höchstens fünf Minuten Länge vorstellen. Am Ende aller Veranstaltungen werden die Ergebnisse des Aufnahmeverfahrens bekannt gegeben. Für das Aufnahmeverfahren wird ein Kostenbeitrag erhoben.

## Fächer
Im ersten Ausbildungsjahr stehen die Arbeit mit dem Körper sowie eine Grundschulung von Atem und Stimme als Gruppenunterrichte im Vordergrund. Am Ende dieses Jahres werden die ersten Rollen und Szenen gezeigt. In späteren Semestern wird verstärkt Einzelunterricht gegeben.
- Sprecherziehung und Stimmbildung
- Improvisation
- Schauspielgrundlagen
- Rollenstudium
- Mime corporel
- Fechten
- Physiodrama
- Gesang
- Diktion
- Theatergeschichte und -theorie

Studierende des dritten Jahres stellen eine Inszenierung als Abschlussarbeit vor. Diese Aufführungen werden fächerübergreifend erarbeitet und mehrmals gespielt.
In Szenischen Collagen zeigen die Studenten aller drei Jahrgänge im Unterricht erarbeitete Rollen. Beim Frühstückchen können die Studenten dem Publikum ihr Können während eines Brunches demonstrieren.

## Schüler
Bekannte Schüler sind
Christof Düro,
Guido Hammesfahr,
Justine Hauer,
Christian Klischat,
Constanze Priester,
Philipp Rafferty,
Matthias Rödder,
Max Rohland,
Daniele Veterale,
Patrick Ludovicus Schmitz und
Gregory B. Waldis.